# Тврђава (албум)
Тврђава је седамнаести студијски албум групе Црвена јабука. Бенд је наставио успешну сарадњу са Мирком Шенковским Џеронимом, који је аутор већине песама, а заједно са фронтменом Драженом Жерићем Жером потписује и главни део аранжмана. Њих двојица су, заједно са Ларисом Пашалићем и Марином Мештровићем, и продуценти издања. 
Промоцију нових песама организовали су под заштитним маскама у Сарајеву, а због епидемиолошких препорука које су биле на снази у готово целом региону, није било много гостију. Насловну баладу “Тврђава”, коју су радили Мирко Шенковски Џеронимо и Драгана Кајтазовић Шенковски, Жера је снимио у дуету с глумцем Јосипом Пејаковићем, којег старије генерације памте по монодрамама Ој, животе, Он мени нема Босне и других.
Албум је изашао октобра 2020. године у издању Кроација рекордс-а.

## Позадина
Након успешне турнеје поводом претходног албума, група је спремала материјал за нови албум. Паралелно с тим, фронтмен Дражен Жерић је отворио Жера бар.

## О албуму
Албум је промовисан у Сарајеву.
Регионалне звезде су за потребе овог спота прешле, у отежаним условима због пандемије коронавирусом, готово 5.000 километара у комбију повезујући сликом и песмом неколико градова у региону.
Радијски и телевизијски етар затресла је још једна песма, Алеје љубави у којој је Жера гост Жељку Самарџићу. Бојан Жерић Зеро гост је у пјесми “Глорија”, Ријад Гвозден рецитује у нумери “Љето”, а у пјесми “Шта кад пољубаца нема” гостује Ален Хрбинић.
Албум је праћен спотовима за насловну нумеру, Остат ћу жељан, Небеско платно, Мој брате, Радио љубав, Љето, Мирис Босне у ситне сате и Глорија.

## Списак песама
| №   | Назив                    | Трајање |  |
| 1.  | Глорија                  | 4:12    |  |
| 2.  | Тврђава                  | 3:49    |  |
| 3.  | Мирис Босне у ситне сате | 3:27    |  |
| 4.  | Остат ћу жељан           | 3:14    |  |
| 5.  | Радио љубав              | 4:05    |  |
| 6.  | Небеско платно           | 4:43    |  |
| 7.  | Признајем                | 3:40    |  |
| 8.  | Кругови у житу           | 3:55    |  |
| 9.  | Љето                     | 4:03    |  |
| 10. | Дубоко у Босни           | 3:28    |  |
| 11. | Мој брате                | 4:47    |  |
| 12. | Шта кад пољубаца нема    | 3:56    |  |
| 13. | Матурска                 | 4:03    |  |
| 14. | Ања                      | 4:32    |  |

## Топ листе

### Недељна листа
| Листа     | Највиша позиција |
| --------- | ---------------- |
| ХР Топ 40 | 1                |

### Полугодишња листа
| Листа | Највиша позиција |
| ----- | ---------------- |
| ХДУ   | 13               |